# Carl von Hammerstein-Equord

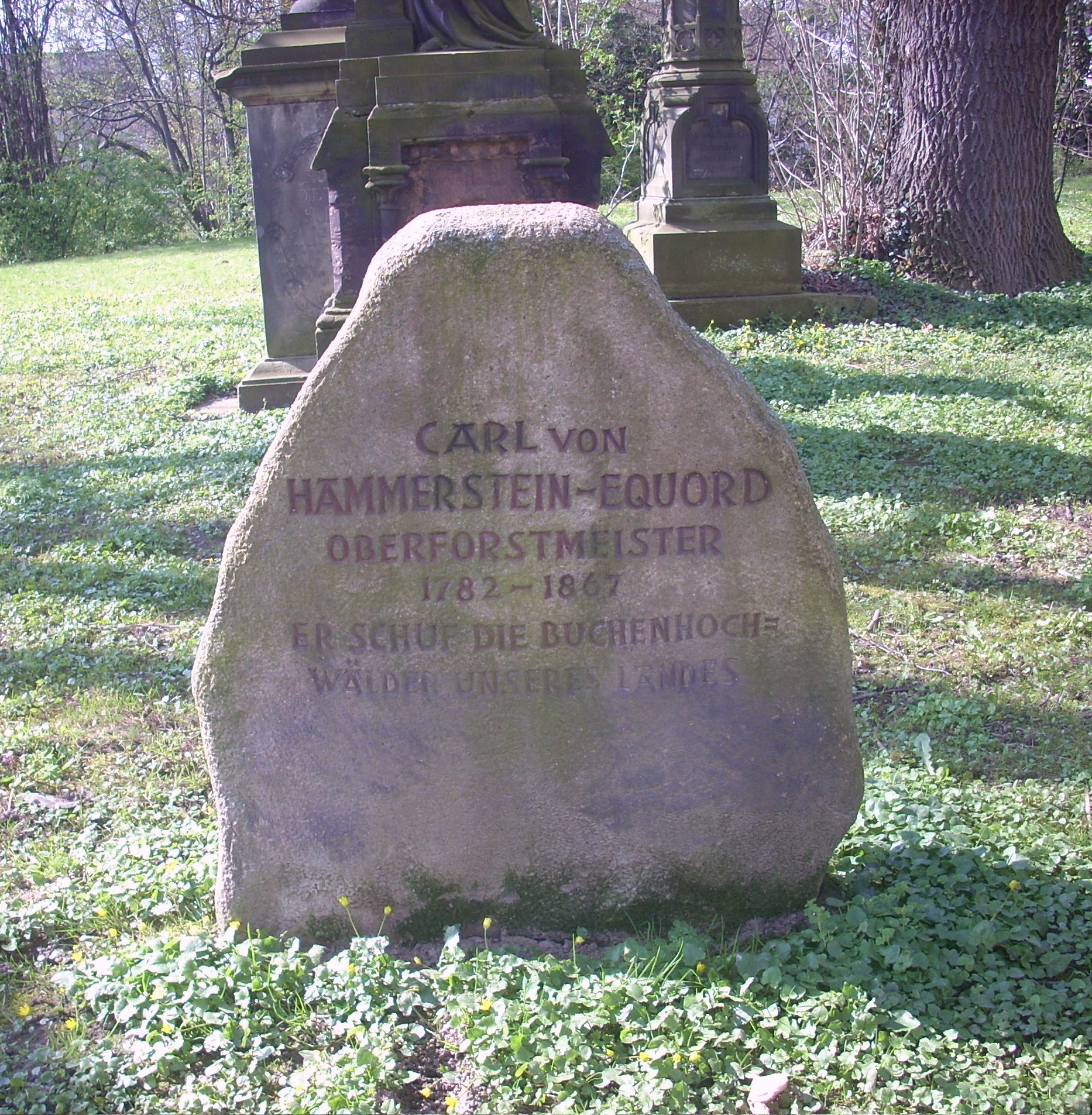
Gedenkstein für Carl von Hammerstein-Equord auf dem Johannisfriedhof in Hildesheim

Freiherr Karl (Carl) Hans Wilhelm Ernst von Hammerstein(-Equord) (* 1. August 1782 auf Gut Equord bei Hildesheim; † 29. Januar 1867 in Hildesheim) war ein Domherr in Osnabrück, hannoverscher Major, Forstmeister und Geheimer Rat. Er war bekannt für seine Buchenwirtschaft.

## Herkunft
Carl von Hammerstein-Equord entstammte dem alten rheinischen Adelsgeschlecht Hammerstein. Seine Eltern waren der Kammerherr August von Hammerstein (1734–1813) und dessen Ehefrau Henriette von Münster (1752–1796). Seine Brüder waren Generalleutnant Hans Georg von Hammerstein-Equord (1771–1841), Generalleutnant William Friedrich von Hammerstein (1785–1861) und Oberforstdirektor Friedrich von Hammerstein-Equord (1775–1851).

## Leben
1799 kam Carl von Hammerstein-Equord auf das Collegium Carolinum in Braunschweig und 1800 auf die Universität Helmstedt, um – eigentlich gegen seine Neigung – Jurisprudenz zu studieren. Erst auf wiederholtes Drängen bei seinem Vater wurde ihm erlaubt, sich dem Forstfach widmen zu dürfen. Von 1803 bis 1805 absolvierte er eine forstliche Lehre bei seinem älteren Bruder in Zellerfeld. Von 1805 bis 1806 studierte er noch Kameralwissenschaft in Halle und Göttingen.
Während des Vierten Koalitionskrieges ging er zu den preußischen Dragonern. Er geriet bei Prenzlau in französische Gefangenschaft und wurde 1807 nach schwerer Krankheit als Invalide entlassen. Im neu gegründeten Königreich Westphalen erhielt er 1808 eine Anstellung als Oberförster in Osnabrück, anschließend wurde er 1809 Sous Inspecteur II. Klasse in Walkenried (Harz) und 1811 Sous Inspecteur I. Klasse in Seesen. In Walkenried lernte er bei von Witzleben die Buchenwirtschaft kennen.
Am 28. August 1813 wurde er wie sein Bruder verhaftet und nach Kassel ins Gefängnis abgeführt. Hintergrund war, dass sein Bruder Wilhelm nach der Schlacht bei Dresden mit seinem Regiment zu den Österreichern übergelaufen war. Als am 30. September 1813 der russische General Tschernyschow Kassel besetzte, konnte Hammerstein aus dem Gefängnis fliehen. Er ging zur Armee und kam als Hauptmann zum Landwehrbataillon Salzgitter. Er machte die Befreiungskriege mit und eroberte 1815 in der Schlacht bei Waterloo das Wäldchen bei Hougoumont, wo er verwundet wurde. Für seine Mut erhielt er den Guelphen-Orden und wurde außer der Tour zum Major befördert.
Nach den Befreiungskriegen kehrte Hammerstein wieder zum Forstwesen zurück und erhielt 1822 nach seinem Forstmeisterexamen die Inspektion Hildesheim mit dem Charakter als Oberforstmeister. Er blieb dort den Rest seiner Zeit, bis er 1865 mit dem Titel und Rang eines Geheimrats aus dem Dienst ausschied.
Hammerstein war Mitglied der hannoverschen Forstverwaltung. Er machte sich besonders um die Gemeindeforstwirtschaft durch Betriebsumwandlungen, Teilung der Interessentenforste, Beseitigung der Waldweide, geschickte Wiederaufforstung und Entwurf von Betriebsplänen verdient. Er galt als guter Vorgesetzter.

## Familie
Hammerstein heiratete am 3. November 1809 Adelheid Sophie von Heister (* 8. November 1791; † 4. Juni 1831). Das Paar bekam mehrere Kinder:
- Bertha Luise (* 6. Februar 1813; † 13. Februar 1880) ⚭ 1833 August von Rössing (* 31. März 1799; † 16. Juni 1870), hannoverischer Staatsminister
- Adelheid Luise (* 10. März 1818)
- Thekla Maria Anna (* 25. Oktober 1819) ⚭ 1837 Freiherr Julius Grote auf Schauen (* 5. April 1810; † 4. März 1872)
- Maria Elise (* 11. April 1823; † 1892) ⚭ 1846 Georg von Alten († 27. September 1872), hannoverischer Lieutenant
- William Arnold Bernhard (* 22. Oktober 1826), hannoverischer Lieutenant im Garde Regiment ⚭ Luise von Linsingen (* 15. Oktober 1838; † 27. November 1883)

Nach dem Tod seiner ersten Frau heiratete er am 28. November 1833 die Freiin Adelheid Charlotte von Oldershausen (* 20. März 1805; † 27. Dezember 1886). Das Paar bekam mehrere Kinder:
- Herbert Karl August Otto (* 20. Dezember 1835)[1]
- Elisabeth Julie (* 12. Dezember 1836; † 6. Juni 1899) ⚭ 1855 Gustav Adolf von Mandelsloh (* 10. Dezember 1816; † 11. Februar 1895)[2]
- Gertrud Charlotte Marie Susanne Adelheid (* 12. September 1838) ⚭ 1856 Gebhard August Fedinand von Mahrenholz (* 11. August 1821; † 5. Februar 1879), Forstrat[3]
- Ernst August (* 17. August 1839; † 16. Februar 1902), Mitglied des Deutschen Reichstags

⚭ 1871 Adele Göhring (* 19. Mai 1851; † 14. Mai 1891)
⚭ 1896 Melanie Göhring (* 10. Oktober 1854)
- Ida Lewine Sophie Thekla (* 30. August 1840), Äbtissin des Stifts Wallenstein
- Heino Julius (* 13. Mai 1844; † 11. November 1914), Großherzoglich Mecklenburg-Strelitzischer Forstmeister ⚭ 1876 Ida Adelheid Elisabeth von Gustedt (* 18. September 1857), Eltern der Generäle Günther und Kurt von Hammerstein-Equord
- Irmgard Caroline Adelgunde (* 8. Juni 1846; † 26. April 1906) ⚭ 1873 Karl Ludwig von Holleben (* 17. Dezember 1835),[4] Staatsrat in Schwarzburg-Rudolstadt

## Schriften
- Über die Erträge und Bewirthschaftung der Eichenschälwälder im Hannöverschen. In: Forstwirthschaftliches Jahrbuch, herausgegeben von der Königlich Sächsischen Akademie für Forst- und Landwirthe zu Tharand, Jg. 4 (1847), S. 131–142 (Digitalisat).
- Die Beaufsichtigung der körperschaftlichen Waldungen durch Staatsforstbeamte. In: Forstwirthschaftliches Jahrbuch, herausgegeben von der Königlich Sächsischen Akademie für Forst- und Landwirthe zu Tharand, Jg. 7 (1851), S. 101–130 (Digitalisat).